# جنیفر بتن
جنیفر بَتِن (انگلیسی: Jennifer Batten؛ زادهٔ ۲۹ نوامبر ۱۹۵۷) گیتارنواز اهل ایالات متحده آمریکا است. او از سال ۱۹۸۰ میلادی تاکنون مشغول فعالیت بوده و به عنوان موسیقی‌دان آزاد (Session musician) با هنرمندان بزرگی همچون مایکل جکسون و جف بک همکاری داشته است.
از فیلم‌ها یا برنامه‌های تلویزیونی که در آن حضور داشته می‌توان به مستند بد ۲۵ اشاره کرد.